# Pupukea
Pupukea és una concentració de població designada pel cens dels Estats Units a l'estat de Hawaii. Segons el cens del 2000 tenia 4.250 habitants.

## Demografia
Segons el cens del 2000, Pupukea tenia 4.250 habitants, 1.455 habitatges, i 937 famílies La densitat de població era de 482,82 habitants per km².
Dels 1.455 habitatges en un 32,8% hi vivien nens de menys de 18 anys, en un 48,0% hi vivien parelles casades, en un 10,3% dones solteres, i en un 35,6% no eren unitats familiars. En el 18,7% dels habitatges hi vivien persones soles el 3,4% de les quals corresponia a persones de 65 anys o més que vivien soles. El nombre mitjà de persones vivint en cada habitatge era de 2,92 i el nombre mitjà de persones que vivien en cada família era de 3,35.
Per edats la població es repartia de la següent manera: un 23,6% tenia menys de 18 anys, un 10,1% entre 18 i 24, un 34,7% entre 25 i 44, un 24,3% de 45 a 64 i un 7,3% 65 anys o més.
L'edat mediana era de 34,0 anys. Per cada 100 dones hi havia 114,65 homes. Per cada 100 dones de 18 o més anys hi havia 119,77 homes.
La renda mediana per habitatge era de 56.146 $ i la renda mediana per família de 62.375 $. Els homes tenien una renda mediana de 41.015 $ mentre que les dones 32.332 $. La renda per capita de la població era de 25.682 $. Aproximadament l'11,4% de les famílies i el 15,2% de la població estaven per davall del llindar de pobresa.

## Poblacions més properes
El següent diagrama mostra les poblacions més properes.